# Waves de Pepperdine
Les Waves de Pepperdine (en anglais : Pepperdine Waves) sont un club omnisports universitaire de l'université Pepperdine situé à Malibu en Californie. Les équipes des Broncos participent aux compétitions universitaires organisées par la National Collegiate Athletic Association. Les équipes de l'université évoluent au sein de la West Coast Conference. 

## Sports représentés
| Hommes (8)                               | Femmes (9)        |
| Athlétisme†                              | Athlétisme†       |
| Baseball                                 | Basket-ball       |
| Basket-ball                              | Beach Volleyball  |
| Cross-country                            | Cross-country     |
| Golf                                     | Golf              |
| Tennis                                   | Soccer            |
| Volley-ball                              | Natation/Plongeon |
| Water-polo                               | Tennis            |
| 0                                        | Volley-ball       |
| 0                                        | Water-polo        |
| † – Athlétisme en salle et en plein air. |                   |
| Football américain (jusqu'en 1961)       |                   |

## Palmarès
| Compétitions nationales | Tournois |
| --- | --- |
| Section masculine - Championnat de la NCAA de volley-ball (5) - Vainqueur : 1978, 1985, 1986, 1992 et 2005. - Finaliste : 1976, 1983, 1984, 1998, 2002 et 2008. - Championnat de la NCAA de golf (1) - Vainqueur : 1997. - Championnat de la NCAA de water-polo (1) - Vainqueur : 1997. - Championnat de la NCAA de tennis (en) (1) - Vainqueur : 2006. - Finaliste : 1982 et 1986. Section féminine - Championnat de la NCAA de golf - Finaliste : 2003. | Section masculine - Tournoi de la WCC de baseball (en) (6) - Vainqueur : 2001, 2004, 2005, 2006, 2014 et 2015. - Finaliste : 1999, 2000, 2002, 2003, 2008 et 2018. - Tournoi de la WCC de basket-ball (en) (3) - Vainqueur : 1991, 1992 et 1994. - Finaliste : 1987, 1993, 2000 et 2002. Section féminine - Tournoi de la WCC de basket-ball (en) (3) - Vainqueur : 2002, 2003 et 2006. - Finaliste : 1999, 2000 et 2010. |